# ティミー・シモンス
ティミー・シモンス（Timmy Simons, 1976年12月11日 - ）は、ベルギー王国フラームス＝ブラバント州ディースト (en) 出身の元サッカー選手、サッカー指導者。現役時代のポジションは主に守備的ミッドフィルダー。

## クラブ経歴

### ベルギー
下部組織で育ったKTHディーストでキャリアを開始した後、1部のロンメルSKでセンターバックとして定位置を掴み、2シーズン後の2000年にクラブ・ブルッヘと契約した。
クラブ・ブルッヘでは、トロント・ソリード (en) 監督によって守備的ミッドフィルダーへ転向 させられながらも、ここでも同様にすぐさま定位置を確保し、最終的に長年クラブを支えてきたヘルト・ヴェルハイエン (en) から主将を引き継いでおり、ペナルティキッカーを務めるなど、シーズンを経る度に不可欠な選手へと成長した。退団するまでの間で2度のリーグ優勝と2度のカップ優勝、また、2002年にはベルギー・ゴールデン・シュー、2003年には年間最優秀選手賞を受賞した。

### PSV
2004-05シーズン終了後にオランダ1部のフェイエノールトからオファーがあり、同胞バルト・ホールの助言もあって契約するかと思われていたものの、ルート・フリット監督が関心を示していなかった ことや双方が望む移籍金額の開きにより交渉成立とはならず、最終的に2005年6月29日に同じオランダ1部のPSVアイントホーフェンと4年契約を締結した。PSVでも1季目から主力として、またPKキッカーとしてリーグ優勝に貢献し、次の2006-07シーズンには、チーム内で唯一リーグ戦全34試合に先発出場をする 等、不可欠な存在となると、2007-08シーズン前の合宿中にロナルド・クーマン監督から現役引退をするフィリップ・コクーの後継として主将に任命され、2007年9月27日には契約を2011年夏まで延長した。同2007-08シーズンも変わらずにチームを献身的に支えるプレーは、ファンからも愛され、2007年10月8日のヴィレムII戦の際には自身を称えるバナーが掲げられる 等、充実の一途を辿っており、最終的にGKのエウレリョ・ゴメスに並ぶ33試合に出場し、1度のPKを含む4得点でチームの4連覇達成に貢献した。
PSVに加入してから4季間での欠場はリーグ戦で3試合のみだったものの、2009-10シーズンに就任したフレット・ルッテン新監督は守備的MFの位置に新加入のオルランド・エンヘラールを据えたことで9試合の欠場、そして定位置を奪われて退団へと繋がった。

### ニュルンベルク

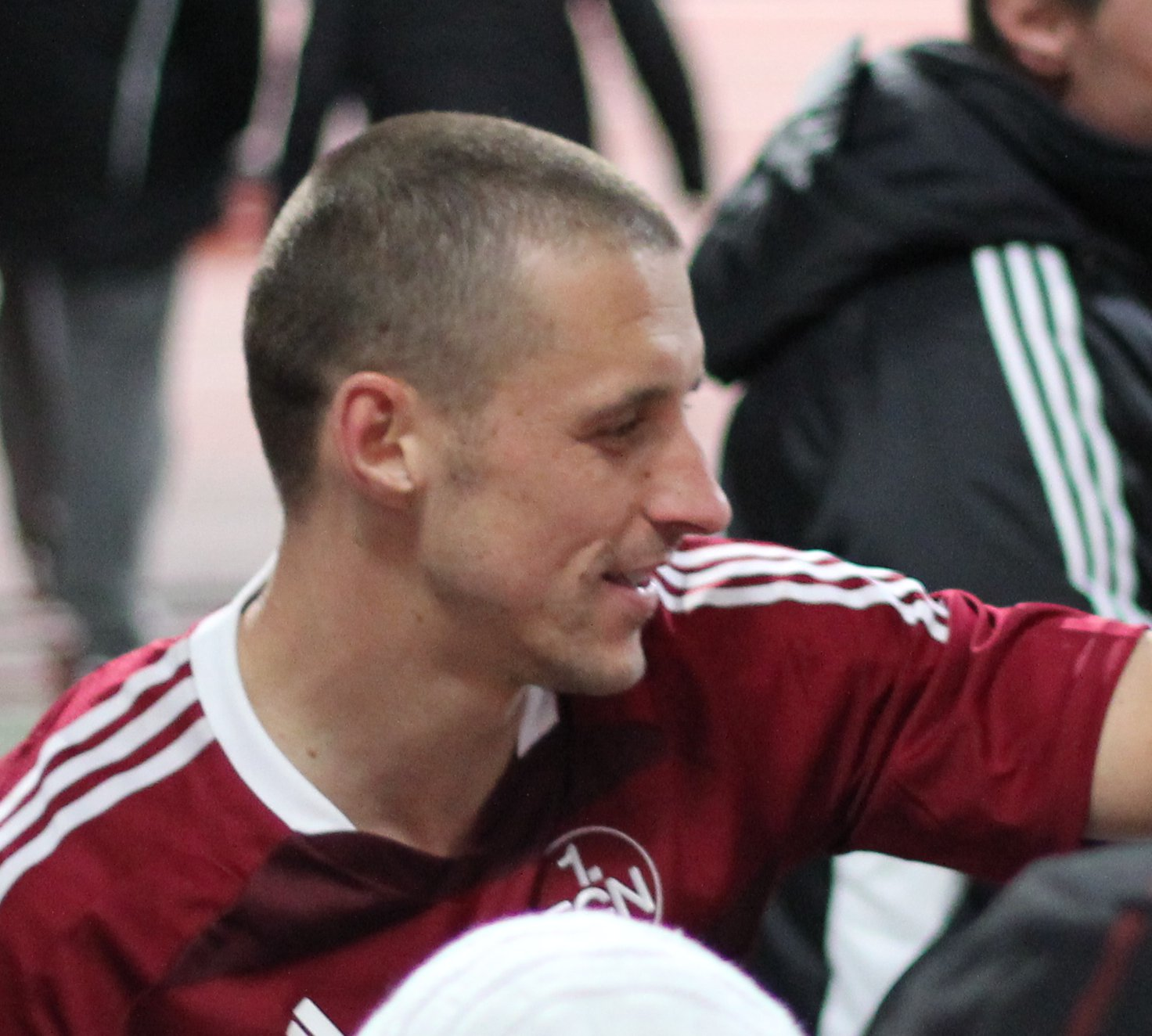
1.FCニュルンベルクでのシモンス

2010年7月16日にドイツ1部の1.FCニュルンベルクと2年契約を締結。翌日のイプスウィッチ・タウンFCとの練習試合を以ってPSVと正式に別れを告げた シモンスは、34歳という年齢ながらも1試合平均走行距離でリーグ全体8位を記録する豊富な運動量 のみならず、21日のボルシア・メンヒェングラートバッハとの開幕戦でリーグ戦初出場を飾って以降、リーグ戦全34試合にフル出場をしてチームの6位に貢献した。2011-12シーズンの冬の移籍市場では、古巣クラブ・ブルッヘから接触があったものの、2012年1月10日に契約を2014年6月まで延長している。同2011-12シーズン、次の2012-13シーズンは全試合フル出場とはいかなかったが、リーグ戦全試合に出場し、チームは2季連続10位だった。

### クラブ・ブルッヘ復帰
2013年6月12日にクラブ・ブルッヘと延長オプション付きで2年契約を締結し、8年ぶりに古巣に復帰を果たす。復帰第1戦となったシャルルロワSCとの開幕戦では、エデルソン・トルメナ (en) へのファールで21分に退場している。

## 代表経歴
ベルギー代表としては2002 FIFAワールドカップに出場。代表出場34試合目となった2004年のセルビア戦で初主将を務め、その後のレネ・ヴァンデレイケン (en) 時代とフランキー・ベルコーテレン監督時代には定期的な主将だった が、2009年9月9日のアルメニア戦を最後にトーマス・フェルメーレンへ主将の座が渡り、後任のディック・アドフォカート監督時代には招集されずにいた。アドフォカート監督の後任のジョルジュ・レーケンス監督の下では、経験豊富さを買われ、2010年8月にフィンランド戦へ向けて招集されて 以後は重用されており、UEFA EURO 2012予選では10試合全てで先発出場をしていたが、マルク・ヴィルモッツ監督が就任するとアクセル・ヴィツェルをレギュラーに据えることに決定したため、控えにまわることが多くなり、最終的に2014 FIFAワールドカップのメンバーから落選した。シモンスの不在は大きく驚かせ、Twitter上では議論となっていた が、ヴィルモッツ監督は「ティミーとは2002年W配で共にプレーしてきた仲であり、感情的に非常に難しい選択だったが、その位置にはヴィツェルやマルアン・フェライニがおり、スティーヴン・ドフールもいる。彼らは若いが成熟している」と説明した。

## 指導歴
2021年12月17日、SVズルテ・ワレヘムの監督に就任した。
2023年2月、FCVデンデルEHの監督に就任した。
2023-24シーズンにデンデルで昇格を勝ち取り、クラブは2009年以来初めてジュピラー・プロ・リーグに復帰した.。 2024年5月23日、KVCウェステルローの監督に就任した。

## 代表歴

### 出場大会
- ベルギー代表
  - 2002 FIFAワールドカップ

### 試合数
- 国際Aマッチ 94試合 6得点（2001年-2016年）[30]

| ベルギー代表 | 国際Aマッチ | 国際Aマッチ |
| 年           | 出場        | 得点        |
| ------------ | ----------- | ----------- |
| 2001         | 6           | 0           |
| 2002         | 14          | 0           |
| 2003         | 8           | 0           |
| 2004         | 6           | 0           |
| 2005         | 8           | 2           |
| 2006         | 9           | 1           |
| 2007         | 7           | 0           |
| 2008         | 8           | 0           |
| 2009         | 8           | 0           |
| 2010         | 5           | 0           |
| 2011         | 10          | 3           |
| 2012         | 2           | 0           |
| 2013         | 2           | 0           |
| 2014         | 0           | 0           |
| 2015         | 0           | 0           |
| 2016         | 1           | 0           |
| 通算         | 94          | 6           |

## タイトル

### クラブ
クラブ・ブルッヘ
- ジュピラーリーグ 2002-03, 2004-05, 2015-16, 2017-18
- ベルギー・カップ 2001-02, 2003-04, 2014-15

PSVアイントホーフェン
- エールディビジ 2005-06, 2006-07, 2007-08

### 個人
- ベルギー・プロフェッショナル・フットボール・アワード年間最優秀選手賞部門 : 2002-03
- ベルギー・ゴールデン・シュー : 2002